# 工藤英一 (官僚)
工藤 英一（くどう えいいち、明治3年10月17日（1870年11月10日） - 没年不詳）は、朝鮮総督府官僚。

## 経歴
青森県弘前市出身。1896年（明治29年）に東京帝国大学法科大学政治科を卒業。農商務属となり、同年に高等文官試験に合格した。翌年、鉱山監督官・盛岡鉱山監督署長となった。以後、農商務書記官・福岡鉱山監督署長、特許局事務官・農商務省参事官などを歴任。1909年（明治42年）、韓国政府の招聘で農商工部鉱務局長となった。その後、朝鮮総督府農商工部商工局長、全羅南道長官、平安南道長官を歴任。1919年（大正8年）には京畿道知事に就任した。